# Kommunikations- und Informatikministerium der Republik Litauen
Das Kommunikations- und Informatikministerium der Republik Litauen (lit. Lietuvos Respublikos ryšių ir informatikos ministerija) war ein Informationsministerium in Litauen. Es kümmerte sich speziell um die Anliegen der Informationen, Informatik und Kommunikation. Die wichtigsten Aufgaben des Ministeriums für Kommunikation und Informatik waren die Entwicklung und Umsetzung einer gemeinsamen litauischen staatlichen Kommunikations- und Informationspolitik. Es  organisierte das öffentliche Post-, Telegrafie- und Telefoniewesen, Daten- und Informationsübergabe, die Maßnahmen des Netzwerks. Jetzt gibt es Informatikos ir ryšių departamentas am Innenministerium Litauens.

## Geschichte
Es entstand aus dem Ministerium für Kommunikationen der Litauischen SSR. 1990 wurde es zum Ministerium für Kommunikationen der Republik Litauen (lit. Dėl Lietuvos Respublikos Ryšių ministerija).

## Minister
- 1990–1992: Kostas Birulis (1925–2004)
- 1992–1996: Gintautas Žintelis (* 1943)
- 1996: Vaidotas Blažiejus Abraitis (1942–2015)
- 1996–1998: Rimantas Pleikys (1957–2021)

## Vizeminister
- Alfredas Antanas Basevičius
- Romualdas Krukauskas